# 도노쇼촌
도노쇼촌(일본어: 富野荘村)은 일본 교토부 구세군에 설치되었던 촌이다. 현재의 조요시 중부에 해당한다.